# 楊春江
楊春江，香港編舞。畢業於香港中文大學藝術系，之前未受過專業舞蹈訓練，29歲才開始自習舞蹈。曾獲香港賽馬會獎學金到荷蘭及英國修讀編舞。
2018年1月，楊春江舉辦首屆《香港比舞－－Hong Kong Dance Exchange》，邀請日本、韓國及台灣的舞蹈節總監來港挑選本地優秀作品到當地演出。

## 獎項
- 香港舞蹈年獎（2000, 2005, 2009, 2012, 2013, 2014）
- 「全年最佳編舞作品」（《南華早報》2006, 2008）
- 「藝術家年獎」~ 舞蹈新晉（香港藝術發展局 2002）
- 「備受注目編舞家」（歐洲芭蕾舞蹈雜誌《Ballet Tanz》2002年刊）
- 「舞蹈藝術家年獎」~ (香港藝術發展局 2013)
- 「傑出成就奬,」~ (香港舞蹈年獎 2020)